# Constance Demby
Constance Demby, (Oakland, 31 augustus 1939 - 20 maart 2021) was een Amerikaanse multi-instrumentalist, componist, beeldhouwer, kunstschilder en zangeres.
Ze woonde haar laatste jaren in Spanje.

## Uitgegeven albums
- 1978: Skies Above Skies
- 1980: Sunborne
- 1982: Sacred Space Music
- 1986: Novus Magnificat
- 1989: Set Free
- 1995: Aeterna
- 1998: The Beloved
- 1998: The Heart Meditation
- 2000: Faces of the Christ
- 2001: Sanctum Sanctuorum
- 2004: Spirit Trance
- 2004: Sonic Immersion

- Biblioteca Nacional de España: XX1287844
- Gemeinsame Normdatei: 134357302
- International Standard Name Identifier: 0000 0000 5547 1185
- Library of Congress Control Number: n91120881
- MusicBrainz: ae7defd2-004f-4d98-a06b-251fd73d07c7
- SNAC: w6jh4shq
- Virtual International Authority File: 87050621